# Deni Hočko
Deni Hočko (ur. 22 kwietnia 1994 w Cetynii) – czarnogórski piłkarz grający na pozycji środkowego pomocnika. W sezonie 2020/2021 występuje w klubie Royal Excel Mouscron.

## Kariera juniorska
Hočko grał jako junior w latach 2009–2011 w młodzieżowych drużynach klubu FK Lovćen.

## Kariera seniorska

### FK Lovćen
Przez sezon 2011/2012 Hočko grał w rezerwach FK Lovćen. Do seniorskiej drużyny tego zespołu trafił on 1 lipca 2012 roku. Ostatecznie dla FK Lovćen Czarnogórzec rozegrał 26 meczów, nie strzelając żadnego gola.

### Budućnost Podgorica
25 lipca 2013 roku Hočko podpisał kontrakt z Budućnostem Podgorica. Zadebiutował on w jego barwach 11 sierpnia 2013 roku w zremisowanym 1:1 spotkaniu przeciwko OFK Titogradowi Podgorica. Pierwszego gola piłkarz ten strzelił 28 września 2013 roku w meczu z FK Zetą (wyg. 0:1). Łącznie dla Budućnostu Podgorica Czarnogórzec wystąpił w 137 spotkaniach, zdobywając 9 bramek.

### FC Famalicão
Hočko przeniósł się do FC Famalicão 17 lipca 2017 roku. Debiut dla tego klubu zaliczył on 6 sierpnia 2017 roku w meczu z FC Aroucą (wyg. 2:0). Premierową bramkę zawodnik ten zdobył 7 kwietnia 2018 roku w wygranym 2:0 spotkaniu przeciwko Gil Vicente, notując przy okazji asystę. Ostatecznie dla FC Famalicão Czarnogórzec rozegrał 67 meczów, w których strzelił jednego gola.

### Royal Excel Mouscron
Hočko trafił do Royalu Excel Mouscron 1 lipca 2019 roku. Zadebiutował on dla tego zespołu 27 lipca 2019 roku w starciu z Sint-Truidense VV (wyg. 0:1). Do 17 kwietnia 2021 roku Czanogórzec wystąpił w barwach Royalu Excel Mouscron w 53 spotkaniach, nie zdobywając żadnej bramki.

## Kariera reprezentacyjna
Hočko grał dla młodzieżowych reprezentacji Czarnogóry: U-17 (2 mecze, bez goli), U-19 (3 mecze, bez goli) oraz U-21 (21 meczów, bez goli).

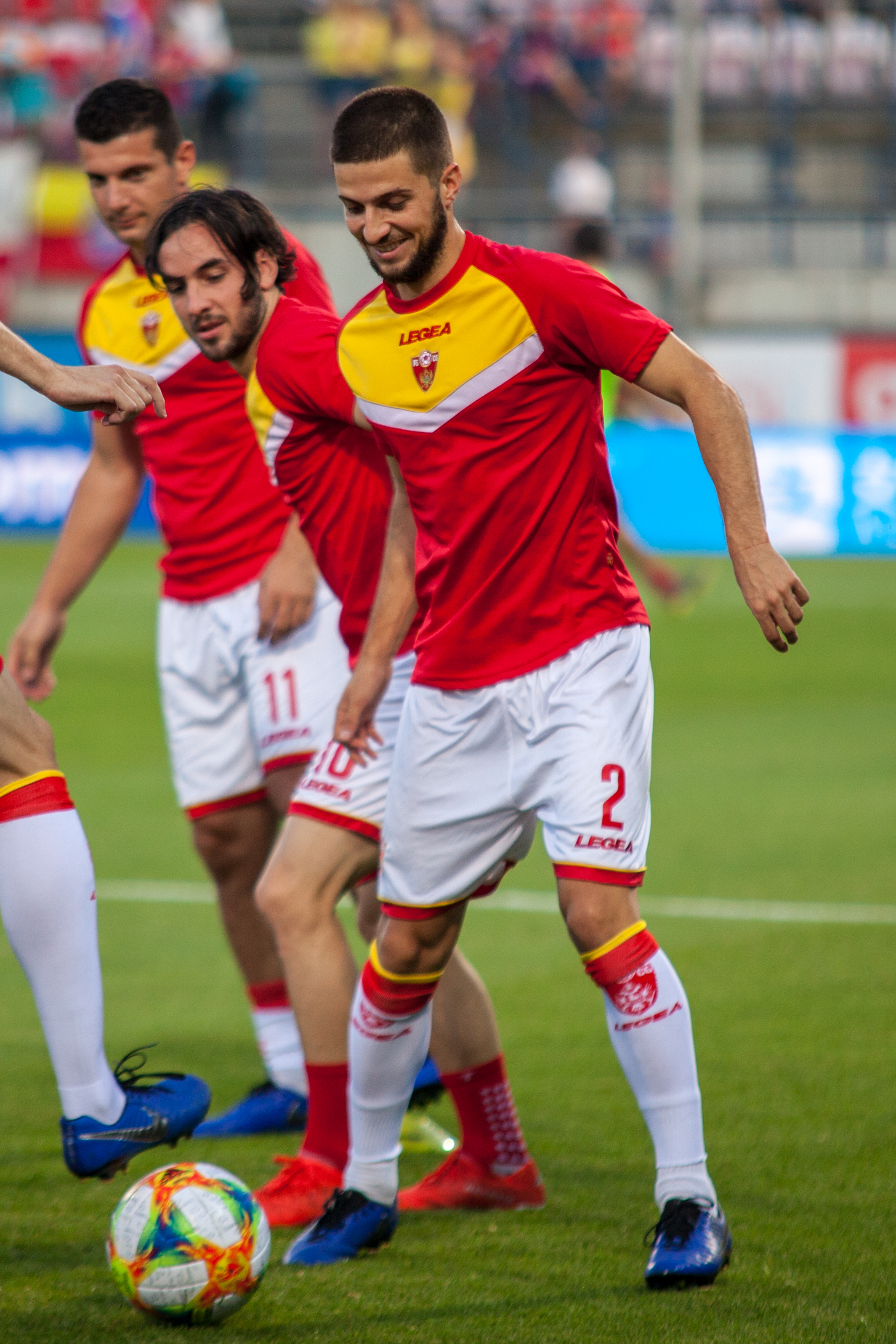
Deni Hočko w trakcie teningu przed meczem reprezentacji Czarnogóry z Czechami

| Numer | Reprezentacja   | Przeciwko              | Ranga                       | Data                 | Gole | Wynik (żół. remisy, czer, porażki) |
| ----- | --------------- | ---------------------- | --------------------------- | -------------------- | ---- | ---------------------------------- |
| 1     | Czarnogóra U-17 | Irlandia Północna U-17 | EURO U-17 2011 (eliminacje) | 22 października 2010 | 0    | 0:0                                |
| 2     | Czarnogóra U-19 | Finlandia U-19         | EURO U-19 2013 (eliminacje) | 21 listopada 2011    | 0    | 2:0                                |
| 3     | Czarnogóra U-21 | Serbia U-21            | Mecz towarzyski             | 25 marca 2013        | 0    | 0:0                                |
| 4     | Czarnogóra      | Bośnia i Hercegowina   | Mecz towarzyski             | 28 maja 2018         | 0    | 0:0                                |

| Numer | Przeciwko            | Ranga                  | Data                | Gole | Wynik (ziel. wygrane, żół. remisy, czer, porażki) |
| ----- | -------------------- | ---------------------- | ------------------- | ---- | ------------------------------------------------- |
| 1     | Bośnia i Hercegowina | Mecz towarzyski        | 28 maja 2018        | 0    | 0:0                                               |
| 2     | Węgry                | Mecz towarzyski        | 5 września 2019     | 0    | 2:1                                               |
| 3     | Czechy               | EURO 2020 (eliminacje) | 10 września 2019    | 0    | 0:3                                               |
| 4     | Anglia               | EURO 2020 (eliminacje) | 14 listopada 2019   | 0    | 7:0                                               |
| 5     | Białoruś             | Mecz towarzyski        | 19 listopada 2019   | 0    | 2:0                                               |
| 6     | Łotwa                | Mecz towarzyski        | 7 października 2020 | 0    | 1:1                                               |

## Sukcesy
Sukcesy w karierze klubowej:
- Prva crnogorska fudbalska liga – 1x, z Budućnostem Podgorica, sezon 2016/2017
- Prva crnogorska fudbalska liga – 1x, z Budućnostem Podgorica, sezon 2015/2016
- LigaPro – 1x, z FC Famalicão, sezon 2018/2019
- Puchar Czarnogóry – 1x, z Budućnostem Podgorica, sezon 2015/2016